# Xã Tamalco, Quận Bond, Illinois
Xã Tamalco (tiếng Anh: Tamalco Township) là một xã thuộc quận Bond, tiểu bang Illinois, Hoa Kỳ. Năm 2010, dân số của xã này là 566 người.